# Johann Mattheson

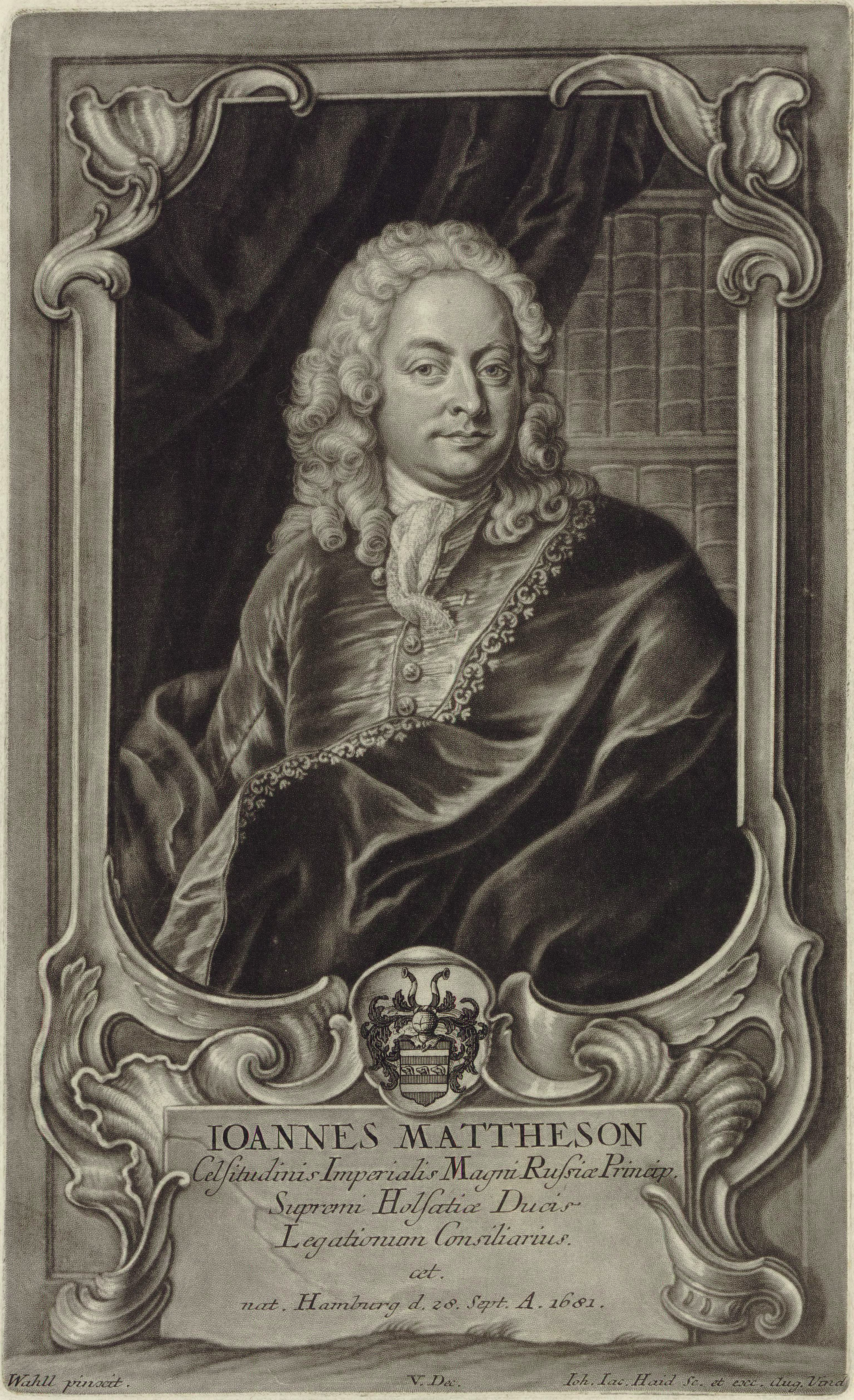
Johann Mattheson.

Johann Mattheson, född 28 september 1681, död 17 april 1764, var en tysk tonsättare och musikteoretiker.
På operan i Hamburg uppträdde han åren 1697–1705 som sångare (tenorist), och år 1699, i operan Plejaden, till och med som operakompositör, sångare och dirigent i en person. Han blev 1706 legationssekreterare hos engelska sändebudet och erhöll efter hand flera uppdrag som diplomat. 1715 blev han musikdirektör och kanonikus vid Hamburgs domkyrka (Mariendom), men måste 1728 lämna direktörstjänsten på grund av dövhet.
Matthesons kompositioner är glömda, men hans skrifter är viktiga, dels för kännedomen om den tidens musikhistoria, dels eftersom han med skärpa, humor och frimodighet bidrog att framhålla det moderna harmonisystemet och undanröja lämningarna av den gamla solmisationen, hexakordet och kyrkotonarterna. Hans produktionsförmåga var ofantlig. Han gav ut 88 kompositioner (operor, oratorier, kantater, sviter, sonater etc.) samt nära 30 större och mindre teoretiska arbeten. Mattheson är för eftervärlden kanske mest känd för sitt musikteoretiska verk Der vollkommene Capellmeister (1739), där han bland annat ingående avhandlar den så kallade affektläran, en av grundstenarna i barockens musikestetik. Bland hans övriga teoretiska verk kan nämnas Das neueröffnete Orchester (1713), Das beschützte Orchester (1717), Das forschende Orchester (1721), Critica musica (1722), Der musikalische Patriot (1728), Grosse Generalbassschule (1731), Kern melodischer Wissenschaft (1737), musiklexikonet Grundlagen einer Ehrenpforte etc. (1740; ny upplaga 1907) och G. F. Händels Lebensbeschreibung (1761).